# Re-Animated
Re-Animated (título que traducido del inglés significa literalmente Re-animado) es una película de 2006 producida por el canal de televisión Cartoon Network. Se caracteriza por compartir secuencias rodadas en imagen real con secuencias animadas y constituye el episodio piloto de la serie de televisión Out of Jimmy's Head (serie titulada Un cerebro animado en Hispano-américa y La alucinante vida de Jimmy en España).

## Trama
El pre adolescente Jimmy Roberts (Dominic Janes) resulta involucrado en un accidente de Gollyworld, un parque temático basado en el personaje de dibujos animados, Golly Gopher. El protagonista resulta golpeado por un tren del parque, haciéndolo volar por los aires, cayendo al suelo contra hormigón. Como resultado, Jimmy necesita un trasplante de cerebro. Obtiene el cerebro de Milt Appleday, el dibujante final que creó Golly Gopher y otros personajes de sus caricaturas. Milt tenía esquizofrenia, lo que permitió a él y ahora Jimmy, ver los dibujos animados en la vida real. Sonny Appleday (Matt Knudsen), hijo de Milt, quiere el cerebro para sí mismo. Él planea convertirse en un gran dibujante con el cerebro de su padre porque cree que le permitiría gobernar el mundo.

## Actuaciones y doblajes
| Personaje              | Actor original         | Actor de doblaje · México | Actor de doblaje · España |
| ---------------------- | ---------------------- | ------------------------- | ------------------------- |
| Jimmy Roberts          | Dominic James          | Isabel Martiñón           | Carlos Bautista           |
| Robin Yoshida          | Tinashe Kachingwe      | Mayra Arellano            | Silvia Sarmentera         |
| Craig Yoshida          | Jon Kent Ethridge II   | Alejandro Orozco          | Blanca Rada               |
| Sunny Appleday         | Matt Knudsen           | Humberto Vélez            |                           |
| Ken Roberts            | Bil Dwyer              | Sergio Gutiérrez Coto     |                           |
| Capitán Louisa Roberts | Rachel Quaintance      | Mónica Manjarrez          |                           |
| Yancy Roberts          | Rhea Lando             | Rossy Aguirre             | Olga Velasco              |
| Golly Gopher           | Paul Reubens           | Mario Díaz Mercado        | Eduardo Bosch             |
| Dolly Gopher           | Ellen Greene           | María Fernanda Morales    | Ana Esther Alborg         |
| Tux                    | Tom Kenny              | Rafael Pacheco            | Iván Jara                 |
| Crocco                 | Brian Posehn           | Gerardo Vásquez           |                           |
| Letreros               | Ninguna voz presentada | Ulises Maynardo Zavala    |                           |